# Mauretanien (Antike)
Mauretanien (lateinisch Mauritania, Mauretania) hieß in der Antike eine sehr ausgedehnte Region im Nordwesten Afrikas. Sie umfasste den Norden des heutigen Marokko sowie einen nördlichen Teil des modernen Staates Algerien, mithin die regenreichen, für den Ackerbau geeigneten Regionen des nordwestlichen Maghreb. Seit dem 1. Jahrhundert n. Chr. war das Land, aufgeteilt in zwei Provinzen, Teil des Römischen Reiches.
Mauretanien reichte von der Atlantikküste im Westen bis etwa zum Fluss Amsaga (heute: Rhumel), wo sich östlich Numidien anschloss. Im Norden grenzte das Land ans Mittelmeer, im Süden markierten der Tellatlas und das Rifgebirge in etwa die Grenze. Die west-östliche Ausdehnung betrug etwa 1200 Kilometer. Von der Mittelmeerküste reichte das Gebiet zu Zeiten der Römerherrschaft mancherorts kaum mehr als 50 Kilometer nach Süden, an anderer Stelle aber auch mehr als 150 Kilometer.
Der Landesname Mauretania leitete sich von den Ureinwohnern der Region, den Mauren, her. Mauren wurden in der Antike die Berber genannt. Mit dem heutigen Staat Mauretanien in der westlichen Sahelzone hat die gleichnamige antike Landschaft nichts gemein.

## Geschichte

### Königreich
Baga von Mauretanien (Ende des 3. Jahrhunderts v. Chr.) ist der erste historisch bewiesene König von Mauretanien, da er von Titus Livius in seiner Geschichte Roms erwähnt war. Das Königreich ist aber vermutlich viel älter, wahrscheinlich von dem 4. oder 5. Jahrhundert v. Chr., basierend auf der Datierung des Steinkreises von M'zora, wo möglicherweise einer der ersten Könige oder Stammesführer der Mauren beerdigt war.
Der ersten ausführlichen schriftlichen Nachrichten über Mauretanien aber stammen aus der Zeit des Jugurthinischen Kriegs. Im 2. Jahrhundert v. Chr. existierte dort ein Berberkönigreich, dessen Herrscher Bocchus zuerst mit den Numidern gegen die Römer verbündet war. Später lieferte Bocchus den zu ihm geflohenen Numiderkönig Jugurtha an die Römer aus und begründete damit ein freundschaftliches Verhältnis zur Römischen Republik.
Die im Gebiet des mauretanischen Reiches gelegenen Küstenstädte (z. B. Tingis, Igilgili und Saldae) waren phönizische bzw. punische Gründungen. Bis zum Ende des Zweiten Punischen Krieges (201 v. Chr.) hatten sie zum Reich Karthagos gehört. Danach gerieten sie unter die Oberherrschaft der Mauretanier.

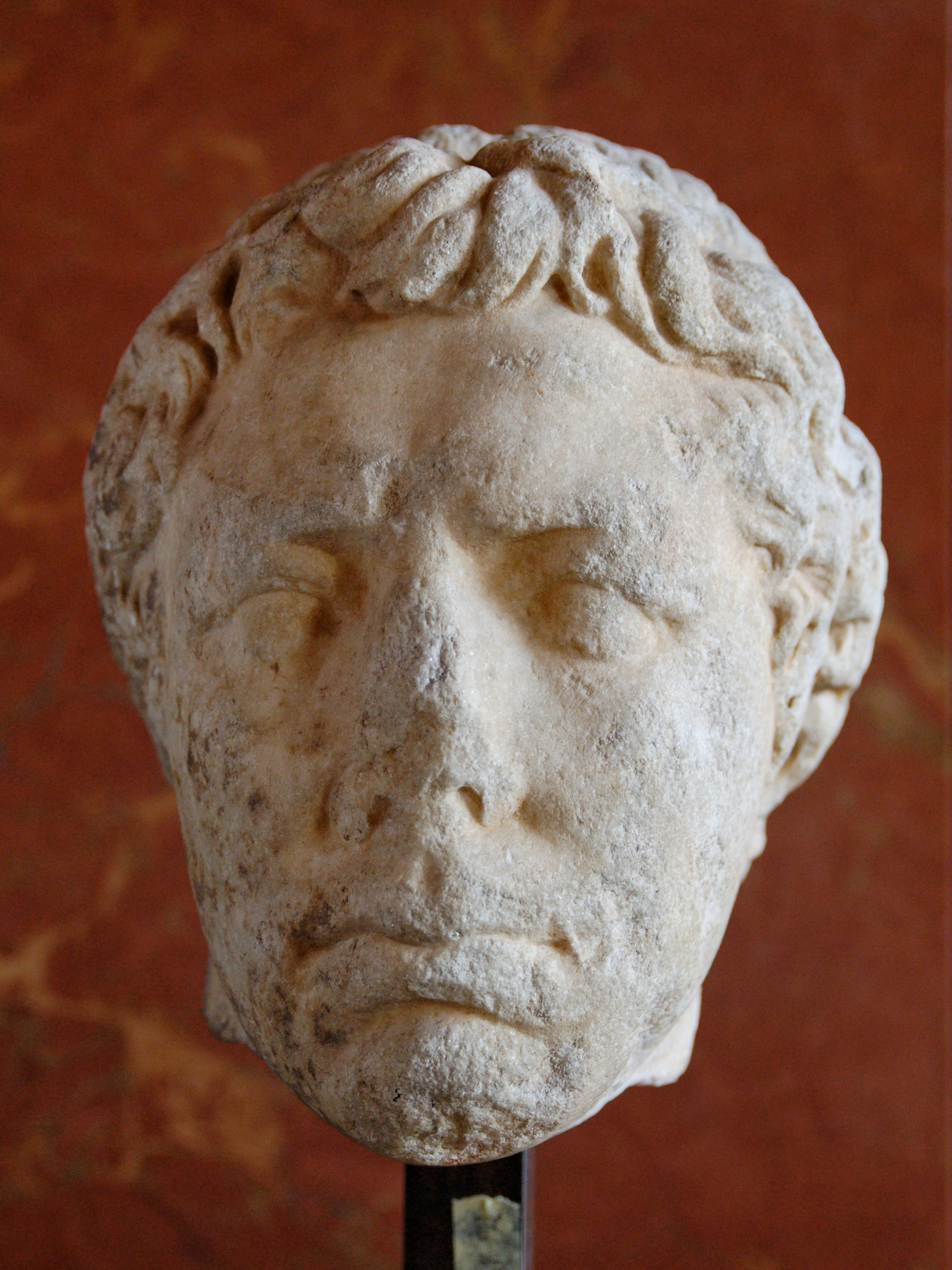
Büste Jubas II.

Während des römischen Bürgerkriegs zwischen den Anhängern Caesars und denen des Pompeius (49–45 v. Chr.) war Mauretanien in zwei Königreiche geteilt. Im Osten herrschte Bocchus II., im Westen Bogud. Als Verbündete Caesars profitierten sie von dessen Sieg. Bocchus erhielt die numidischen Gebiete bis zur Amsaga. Dieser Fluss bildete fortan die Grenze zwischen beiden Ländern. Eine Erhebung der Tingitaner führte zu Sturz Boguds, dessen Herrschaftsgebiet nun auch von Bocchus II. übernommen wurde. Dieser herrschte bis zu seinem Tod 33 v. Chr. über das vereinigte Königreich. Danach verwaltete Octavian Mauretanien direkt, ehe er 25 v. Chr. Juba II., den Sohn des letzten Numiderkönigs Iuba I., in Mauretanien als Herrscher einsetzte.
Während der Jahre seiner Direktverwaltung hatte Octavianus Augustus 13 Veteranenkolonien in Mauretanien gegründet. Die meisten lagen an der heute algerischen Küste, drei im Landesinneren und drei weitere im heutigen Marokko. Die Kolonien in dieser aus römischer Sicht sehr entlegenen Gegend entstanden, um die zahlreichen entlassenen Veteranen aus dem Bürgerkrieg unterzubringen. Nach der Wiederherstellung des mauretanischen Vasallenstaats bildeten die Kolonien Enklaven, die vielleicht von der südspanischen Provinz Baetica mitverwaltet wurden.
Juba II., der Mauretanien fast 50 Jahre bis zu seinem Tod im Jahr 24 n. Chr. regierte, erwies sich als treuer Verbündeter Roms. Seine Hauptstadt Iol benannte er zu Ehren seines Gönners in Caesarea um und machte aus ihr ein bedeutendes urbanes Zentrum im hellenistisch-römischen Stil. Im Jahr 6 n. Chr. kam es zu einem Aufstand der maurischen Stämme gegen den König. Dieser konnte erst mit Hilfe römischer Truppen unter dem Kommando des Prokonsuls Cossus Cornelius Lentulus niedergeschlagen werden. Seit 17 n. Chr. nahmen mauretanische Truppen einige Jahre am Kampf gegen Aufständische im benachbarten Numidien teil.
Auf Juba II. folgte 24 n. Chr. dessen Sohn Ptolemäus als König von Mauretanien. Wie sein Vater war er ein treuer Vasall der Römer. Gleichwohl ließ ihn Kaiser Caligula im Jahr 40 während eines Besuchs in Rom ermorden und gab den Befehl, Mauretanien zu annektieren. Dies löste einen Aufstand der Mauretanier aus, der von Aidemon, einem Freigelassenen des letzten Königs, angeführt wurde. Der Krieg dauerte auch unter Claudius (Kaiser seit 41) noch mehrere Jahre fort, ehe Mauretanien endgültig unterworfen werden konnte. Dabei drangen die römischen Truppen unter dem Kommando der Senatoren Gaius Suetonius Paulinus und Gnaeus Hosidius Geta weit in das mauretanische Hinterland südlich des Atlasgebirges vor.

### Römische Provinzen

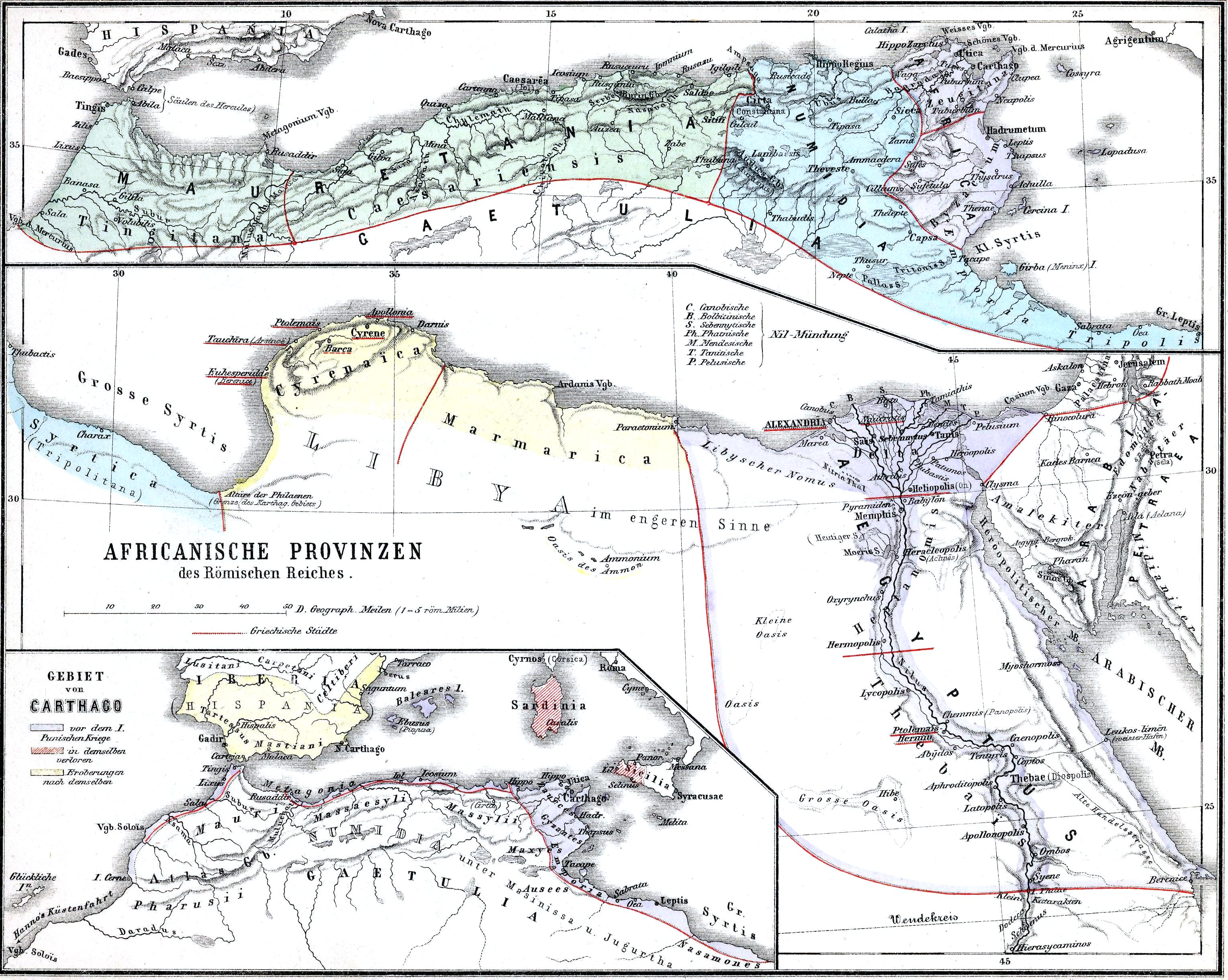
Die römischen Provinzen in Nordafrika

Nach dem Ende des Krieges organisierte Claudius das Land Anfang 43 in zwei nach ihren Hauptstädten benannten Provinzen, Mauretania Caesariensis im Osten und Mauretania Tingitana im Westen. Die Grenze zwischen beiden wurde am Fluss Molochat gezogen. Verwalter waren jeweils ritterliche Prokuratoren, die alle militärischen, richterlichen und administrativen Befugnisse eines kaiserlichen Statthalters erhielten. In wichtigen Provinzen kamen diese Kompetenzen nur Statthaltern aus dem Stand der Senatoren zu. Ritterliche Prokuratoren wurden nur in unbedeutenden Gebieten eingesetzt. Die Truppen zum Schutz der mauretanischen Provinzen bestanden ausschließlich aus Auxiliareinheiten. Zwischen beiden mauretanischen Statthalterschaften bestand ein gewichtiger Rangunterschied. Wurde die Prokuratur der Tingitana meist einem Ritter verliehen, der am Anfang seiner Laufbahn in den Provinzen stand, bildete die Statthalterschaft in der wirtschaftlich bedeutenderen Caesariensis oft den Höhepunkt und Abschluss einer ritterlichen Karriere.
Sowohl diesseits als auch jenseits der Südgrenzen beider Provinzen lebten maurische Stämme. Den auf römischem Gebiet siedelnden Gruppen setzten die Römer ihre Stammesführer (lat. principes) ein. Manche Stämme mussten sich auch der Leitung eines römischen Präfekten unterwerfen. Zu den außerhalb der Grenzen lebenden Mauren gab es wechselvolle Beziehungen. Friedliche Zeiten, in denen gute diplomatische Beziehungen bestanden, wechselten mit Phasen, in denen offener Krieg herrschte.
In den Jahren 118 und 122 musste Kaiser Hadrian Aufstände der Mauren niederschlagen. Und noch unter der Herrschaft dieses Kaisers fielen die freien Baquaten die Küstenstadt Cartennae (Ténès) in der Caesariensis ein. Unter Antoninus Pius gab es erneut einen großen maurischen Aufstand, währenddessen die Städte Sala am Atlantik und Tipasa am Mittelmeer neu befestigt wurden. Es mussten sogar Einheiten aus europäischen Legionen zur Verstärkung gerufen werden, ehe um 150 wieder Ruhe einkehrte. 171 überquerten die Mauren gar die Straße von Gibraltar und plünderten in Südspanien. Gleichwohl gelang es Marc Aurel, mit einigen der freien Stämme Friedensabkommen zu schließen, und in den folgenden Jahrzehnten ließen die Einfälle nach. Zu einem regelrechten Krieg kam es erst wieder unter Kaiser Valerian (253–260), als eine Koalition maurischer Stämme mehrere Jahre hintereinander in die Provinzen einfiel und sogar nach Numidien vordrang. 255–258 gab es deshalb ein gemeinsames militärisches Oberkommando für alle afrikanischen Provinzen westlich von Cyrene, das vom Statthalter der Caesariensis geführt wurde. 277 schloss der Statthalter der Tingitana, Clementius Valerius Marcellinus, einen Frieden mit den Baquaten, der 280 noch einmal erneuert wurde. Zum Ende der Regierungszeit des Kaisers Probus flammte der Krieg aber wieder auf und endete für die Römer unglücklich mit dem Verlust der wichtigen Stadt Volubilis.
Was die Gründung von Städten und die damit einhergehende Romanisierung betrifft, war deren Intensität gering. In den beiden ausgedehnten mauretanischen Provinzen wurden kaum drei Dutzend Kolonien und Munizipien angelegt. Die städtischen, typisch römischen Siedlungen blieben Inseln in einer ansonsten von Stammesstrukturen und Dörfern der Mauren geprägten Region. Mauretanien unterschied sich insofern stark von den benachbarten städtereichen Provinzen Numidien und Africa.
Das Christentum fasste seit dem 3. Jahrhundert von Africa und Numidien aus Fuß in Mauretanien. Kirchlich waren die mauretanischen Christen stets von dem großen Metropolitansitz Karthago abhängig, obgleich ja die Tingitana, was die staatliche Verwaltung betraf, bis zum Ende der Römerherrschaft im 5. Jahrhundert mit Spanien verbunden war. Die mauretanischen Bischöfe sind im 4. und 5. Jahrhundert mehrfach als Teilnehmer an afrikanischen Regionalkonzilien belegt.
Mauretania Caesariensis

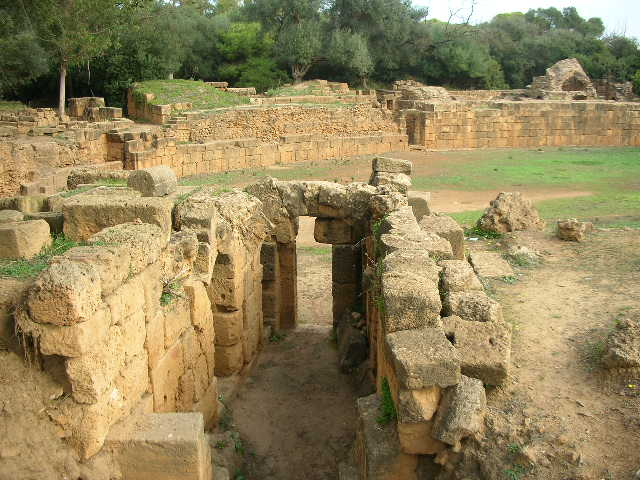
Reste des Amphitheaters von Tipasa

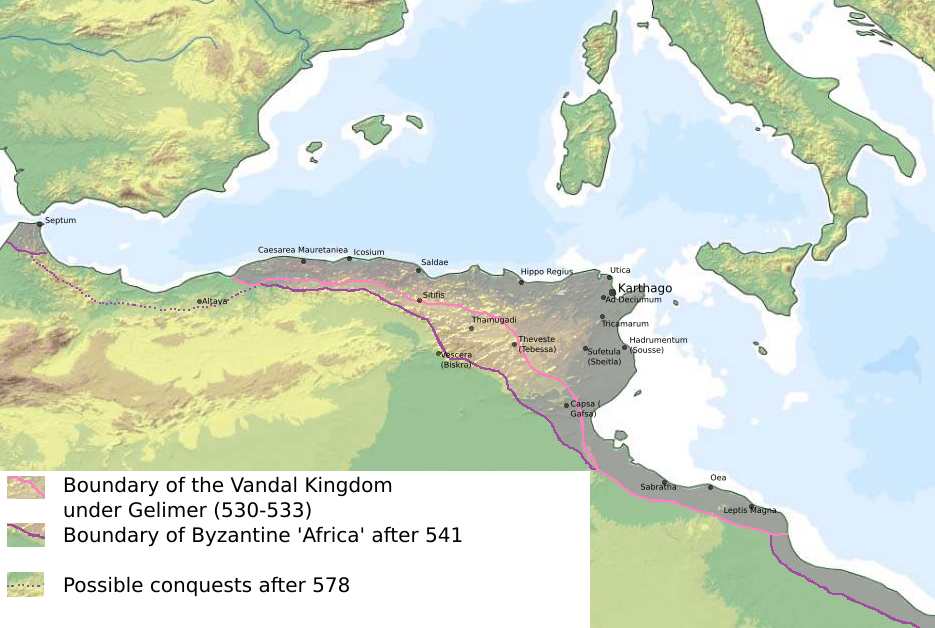
Das oströmische/byzantinische Nordafrika im Vergleich zum Vandalenreich

Die Provinz Mauretania Caesariensis befand sich vornehmlich auf dem Gebiet des heutigen Algerien und hatte ihre Hauptstadt in Caesarea, die von Claudius zur Titularkolonie erhoben wurde. Die Stadt war auch ein Zentrum des Judentums und des Mithraskultes in Afrika. Ebenfalls kurz nach der Eroberung wurde den Städten Rusuccuru und Tipasa der Status eines Munizipiums verliehen. Unter den Flaviern wurde Icosium Kolonie latinischen Rechts und Nerva gründete Sitifis an der numidischen Grenze als Veteranenkolonie.
Die Provinz exportierte Getreide, Purpur und wertvolle Hölzer.
Der aus Libyen stammende Kaiser Septimius Severus (193–211) widmete den afrikanischen Grenzen große Aufmerksamkeit. Er verlegte unter anderem die Grenze in der östlichen Caesariensis weit nach Süden und verdoppelte so das Gebiet der Provinz. Er ließ eine Grenzstraße bauen, die die zahlreich neu angelegten Kastelle miteinander verband und den Anschluss an den Limes in der Provinz Africa herstellte.
Unter Kaiser Diokletian kam es zu einer Abspaltung der Provinz Sitifensis, welche nach ihrer Hauptstadt Sitifis benannt wurde und den Osten der vormaligen Caesariensis einnahm.
Im 4. und 5. Jahrhundert übernahm die Bevölkerung den christlichen Glauben, wobei später die Richtung der Arianer in der Mehrheit war. Seit 430 wurde die Provinz von den Vandalen und von römisch-berberischen Kleinreichen beherrscht, um 533 bzw. 541 jedoch von der oströmischen Armee zurückerobert.
Mauretania Tingitana

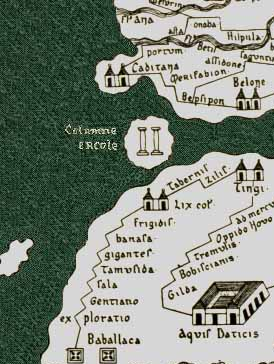
Die Städte der Tingitana auf der Tabula Peutingeriana

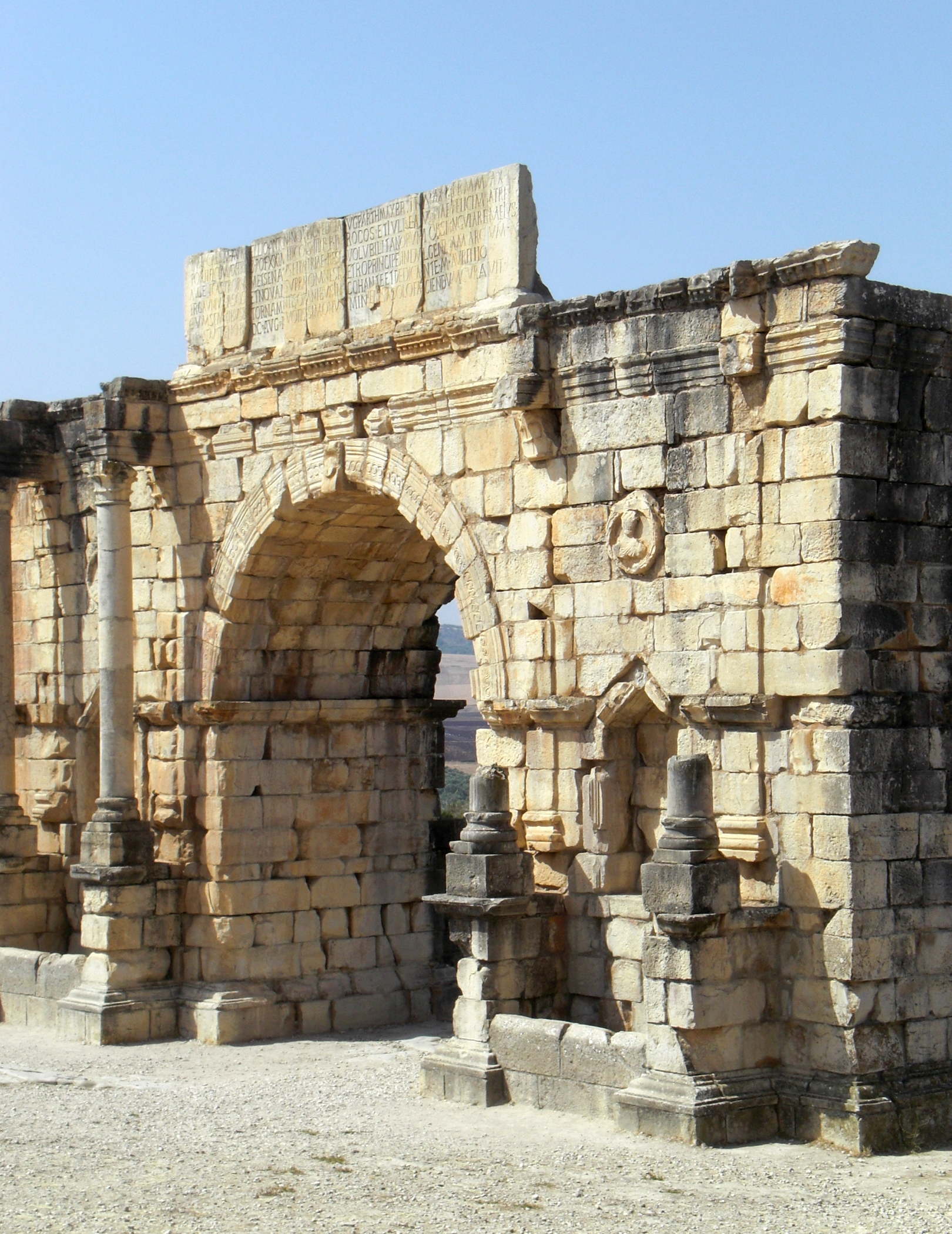
Caracalla-Bogen, Volubilis

Die Tingitana umfasste den westlichen Teil Mauretaniens, vor allem das Gebiet des heutigen Nordmarokko. Verwaltungssitz war zunächst das im Inland gelegene Volubilis und später dann Tingis. In beiden Städte wurden neue römische Siedler entsandt, Volubilis zum Munizipium erhoben. Auch die Kolonie Lixus war eine claudische Neugründung anstelle einer älteren punischen Siedlung.
Im Gegensatz zur benachbarten Caesariensis hatte die Provinz keine durchgehend befestigte Südgrenze. Nur in der Nähe der Kolonie Sala am Atlantik gab es einen über zwölf Kilometer langen Wall, der die Stadt vor Einfällen der Nomaden schützen sollte. Weiter östlich bestand die Grenzmarkierung nur aus einzelnen Wachtürmen, während die im Land stationierten Auxiliarkohorten über die ganze Provinz verteilten Lagern stationiert waren. In den 280er Jahren mussten die Römer die Stadt Volubilis und ihr Gebiet den Mauren überlassen. Damit ging auch die Landverbindung zur Caesariensis verloren. Die romanisierte Bevölkerung blieb allerdings in der Stadt wohnen. Bei der Verwaltungsreform unter Kaiser Diokletian war die Tingitana eine der wenigen Provinzen des Reiches, die nicht in kleinere Einheiten geteilt wurde. Man schlug sie zur Diözese Hispania, die wiederum der gallischen Präfektur unterstand. In der ersten Hälfte des 5. Jahrhunderts wurde die Provinz von den Vandalen überrannt, die römische Besiedlung blieb jedoch bis zur arabischen Eroberung im 7. Jahrhundert bestehen.